# NGC 3876
NGC 3876 este o galaxie spirală situată în constelația Fecioara. A fost descoperită în 15 aprilie 1784 de către William Herschel. Se află la o distanță de 42,57 de megaparseci de Pământ.